# Giacomo Bozzano
Giacomo Bozzano dit Mino Bozzano (né le 12 avril 1933 à Sestri Levante et mort le 21 novembre 2008 à Rapallo) est un boxeur italien.

## Biographie
Giacomo Bozzano participe aux Jeux olympiques d'été de 1956 en combattant dans la catégorie des poids lourds et remporte la médaille de bronze. Après cette médaille olympique, il passe professionnel en 1957.

### Parcours auxJeux olympiques
Jeux olympiques d'été de 1956 à Melbourne (poids lourds) :
- Bat Ilkka Koski (Finlande) aux points
- Bat Ulli Nitzschke (Allemagne) aux points
- Perd contre Lev Mukhin (URSS) par KO au 3e round